# Nephropsis ensirostris
Nephropsis ensirostris is een kreeftensoort uit de familie van de Nephropidae. De wetenschappelijke naam van de soort is voor het eerst geldig gepubliceerd in 1901 door Alcock.